# Алар Карис
Алар Карис (ест. Alar Karis; 26. март 1958) је естонски молекуларни генетичар, развојни биолог, државни службеник и политичар, који се од 11. октобра 2021. налази на позицији председника Естоније.

## Биографија
Карис је рођен у Тартуу 26. марта 1958. као син ботаничара Харија Кариса. Дипломирао је на Естонској пољопривредној академији 1981. Године 1999. постао је професор на Универзитету у Тартуу.
Карис је био ректор Естонског универзитета природних наука од 2003. до 2007. године, као ректор Универзитета у Тартуу од 2007. до 2012. године, као генерални ревизор Естоније од 2013. до 2018. и директор естонског националног музеја од 2018. — 2021.